# Befehl (Eisenbahn)
Ein Befehl (Abkürzung: Bef) ist im Eisenbahnbetrieb ein schriftlicher Auftrag des Fahrdienstleiters an den Triebfahrzeugführer eines Zuges. Ein Befehl wird verwendet, wenn eine situationsgerechte Signalisierung nicht möglich ist oder anderweitig vom Regelbetrieb abgewichen werden muss. In der Fahrdienstvorschrift ist festgelegt, in welchen Fällen ein Befehl ausgestellt werden muss.

## Deutschland

Befehlsvordruck DB AG, Vorderseite (nach 408.2411V01)

Befehlsvordruck DB AG, Rückseite

Eine durch Befehl zugelassene Zugfahrt ist eine Zugfahrt mit besonderem Auftrag.
Rangierfahrten erhalten nur dann einen Befehl, wenn sie über das Signal Ra 10 (Rangierhalttafel) oder die Einfahrweiche, die erste Weiche eines Bahnhofs von der freien Strecke aus gesehen, hinaus rangieren wollen.

### Ausfertigung und Übermittlung
Der Fahrdienstleiter fertigt den Befehl aus, indem er den Befehlsvordruck ausfüllt. Anschließend übermittelt er den Befehl an den Triebfahrzeugführer fernmündlich oder persönlich. Eine elektronische Ausfertigung und Übermittlung („Digitaler Befehl“) wird seit April 2025 erprobt.
Bei der fernmündlichen Übermittlung diktiert der Fahrdienstleiter den Befehl (z. B. mittels Zugfunk oder Fernsprecher). Der Triebfahrzeugführer füllt einen oder mehrere Befehlsvordrucke aus und wiederholt die Angaben, bevor der Befehl mit Ausfüllen der Fußzeile gültig gemacht wird. Diese Übermittlungsart ist heutzutage am weitesten verbreitet.
Bei der persönlichen Übermittlung überbringt der Fahrdienstleiter oder ein Bote dem Triebfahrzeugführer den ausgefüllten Befehlsvordruck. Dieser quittiert den Erhalt in der Durchschrift.

#### Digitaler Befehl
Mit dem Ausdruck „Digitaler Befehl“ bezeichnet DB InfraGO die elektronische Ausfertigung und Übermittlung eines Befehls. Die möglichen Befehle sind die gleichen wie bei den anderen Übermittlungsarten. Der digitale Befehl soll die Ausfertigung und Übermittlung eines Befehls beschleunigen, Befehle übersichtlicher gestalten und es ermöglichen, schneller den gleichen Befehl an mehrere Züge zu übermitteln.
Der Fahrdienstleiter erstellt den Befehl in einer Webanwendung aus vorgefertigten Auswahllisten. Die Anwendung überprüft ihn inhaltlich und legt ihn auf einem zentralen System ab. Nachfolgend wird ein Zugriffscode per Datenfunk an das Triebfahrzeug übertragen. Der Triebfahrzeugführer ruft den Befehl im Stillstand mittels Zugnummer und Zugriffscode auf einem mobilen Endgerät ab und übermittelt den Standort des Zuges elektronisch an den Fahrdienstleiter. Erst nachdem dieser bestätigt hat, dass der angegebene Standort mit den Anzeigen im Stellwerk übereinstimmt, kann der Triebfahrzeugführer den Inhalt des Befehls einsehen. Der Befehl wird erst gültig, nachdem der Triebfahrzeugführer ihn quittiert hat. Alle Vorgänge werden protokolliert.
Eine mündliche Kommunikation zwischen Triebfahrzeugführer und Fahrdienstleiter ist nur noch in einigen Fällen erforderlich, beispielsweise bei ausgefallenem Datenfunk oder fehlgeschlagener Standortprüfung. Als Rückfallebene für den digitalen Befehl dient die fernmündliche oder persönliche Übermittlung.
Der digitale Befehl wird seit 22. April 2025 auf der Schnellfahrstrecke Wendlingen–Ulm erprobt. Er sollte ab 14. Dezember 2025, zusammen mit dem europäischen Befehl, bundesweit auf freiwilliger Basis genutzt werden können. Inzwischen ist dieser erweiterte Pilotbetrieb nur noch in Teilbereichen des DB-Netzes vorgesehen.
Er soll ferner in den mit ETCS L2oS ausgerüsteten Bereichen im Digitalen Knoten Stuttgart erprobt werden.

### Auftragsarten

#### Deutsche Reichsbahn (bis Juni 2003)
Die Deutsche Reichsbahn sah vier Befehlsarten vor. Drei im Geltungsbereich der Fahrdienstvorschrift (Befehle A–C) und einen im Geltungsbereich der Betriebsvorschrift für den vereinfachten Nebenbahndienst (Befehl N).
Der Befehl A hatte vier Abschnitte (a–d). Mit Befehl A wurde geregelt:
- Befehl Aa: Ausfahrt aus einem Bahnhof ohne Ausfahrsignal
- Befehl Ab: die Vorbeifahrt an Halt zeigenden, fehlenden oder gestörten Signalen
- Befehl Ac: Ein- oder Weiterfahrt in oder durch einen Bahnhof oder andere Betriebsstellen ohne Hauptsignal
- Befehl Ad sah vier standardisierte Gründe (1–4) vor:
  - Befehl Ad Nr. 1: außerplanmäßiger Halt vor einem Bahnübergang
  - Befehl Ad Nr. 2: außerplanmäßiger Halt an bestimmter Stelle zum Zwecke des Vorbeileitens eines Zuges oder Rangierabteilung mit Lademaßüberschreitung
  - Befehl Ad Nr. 3: Rangieren über eine Rangierhalttafel hinaus
  - Befehl Ad Nr. 4: offener Absatz für sonstige Aufträge, die nicht in Form vorgegeben sind

Der Befehl B wurde auf zweigleisigen Strecken erteilt, um Züge auf dem Gegengleis fahren zu lassen. Er hatte bei der DR fünf Abschnitte (a–e). Sie regelten einerseits Fahrten von Zügen, Sperrfahrten und Schiebeloks als auch deren Halt und Weiterfahrt auf dem falschen Gleis (Der Begriff falsches Gleis wurde später durch linkes Gleis bzw. Gegengleis ersetzt) und die vom Regelbetrieb abweichende Einfahrt in den nächsten Bahnhof.
- Befehl Be war ein offener Absatz für sonstige Aufträge, die nicht in Form vorgegeben sind.

Der Befehl C ersetzte zunächst den vorherigen Vorsichtsbefehl, der bei der Deutschen Reichsbahn in der DDR auch wieder als Vorsichtsbefehl eingeführt wurde. Er forderte die genau definierte Herabsetzung der Geschwindigkeit oder Fahrt auf Sicht an genau bestimmten Stellen. In sechs Abschnitten (a–f) konnten mit dem Befehl C bzw. dem Vorsichtsbefehl folgende Aufträge und Hinweise gegeben werden:
- Achtungssignal geben an Bahnübergängen
- fehlende Bausignale
- nach Oberleitungsschaden Ausschau halten
- Gleise auf Befahrbarkeit erkunden
- Zugbeeinflussungssysteme sind immer wirksam bzw. nicht wirksam
- Befehl Cf war ein offener Absatz für sonstige Aufträge oder Hinweise, die nicht in Form vorgegeben sind

Der Befehl N galt nur im Vereinfachten Nebenbahndienst (VND). Er hatte sechs Abschnitte (a–f) und regelte Kreuzungen und Überholungen auf Zuglaufstellen sowie Halt und vorsichtige Einfahrt in Zuglaufstellen; zusätzlich konnten Zuglaufmeldungen beauftragt werden.
- Befehl Nf war ein offener Absatz für sonstige Aufträge oder Hinweise, die nicht in Form vorgegeben sind.

#### Deutsche Bahn AG (Juni 2003 bis Dezember 2025)

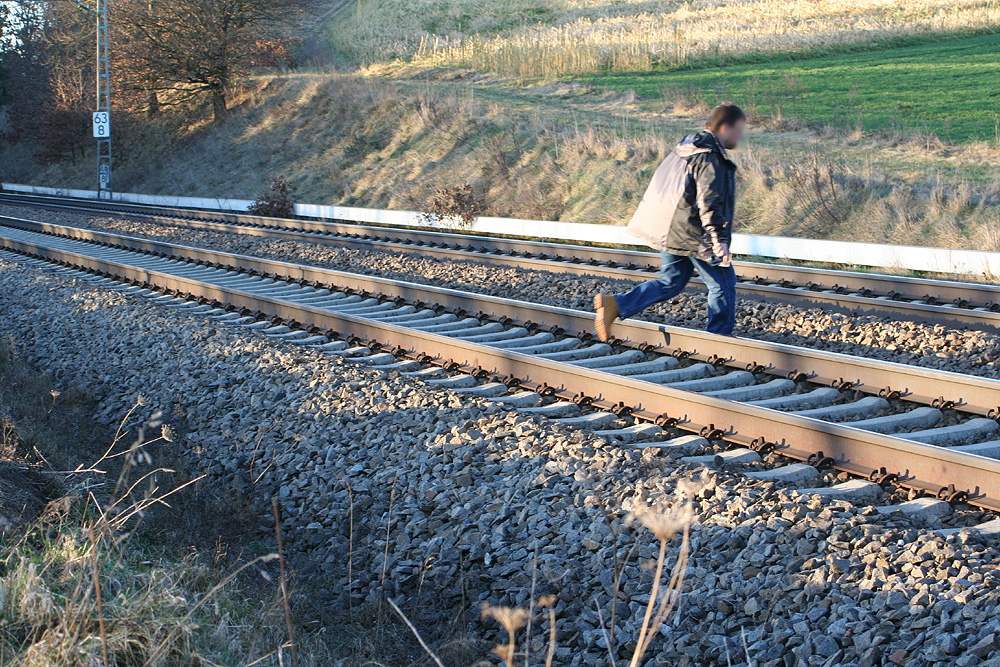
Ein vorgegebener Grund für Befehl 12 sind Personen im Gleis

Der Befehlsvordruck enthält 14 Befehle, die einzeln oder gemeinsam erteilt werden können. Die zu erteilenden einzelnen Befehle werden durch Ankreuzen kenntlich gemacht und ausgefüllt. Werden mehrere Befehle gemeinsam erteilt, ist es zulässig, diese auf einem einzigen Vordruck zu kombinieren, sofern sie in dieser Reihenfolge abgearbeitet werden können. Ist diese Reihenfolge nicht einzuhalten, müssen mehrere Vordrucke verwendet werden. Nachdem der Triebfahrzeugführer den Befehl vollständig abgearbeitet hat, sind alle Vordrucke durchzukreuzen und wegzulegen.
Zum Fahrplanwechsel im Dezember 2009 wurde der Befehlsvordruck erstmals überarbeitet, um die Befehle auch für ETCS anwendbar zu machen und sie an die TSI anzupassen. 2015 wurde der Befehlsvordruck abermals überarbeitet, teilweise umnummeriert und umfasst seitdem 24 statt 11 Aufträge:
- Befehl 1: Einfahrt oder Weiterfahrt von der freien Strecke ohne Haupt-/Sperrsignal
- Befehl 2: Vorbeifahrt an einer Halt gebietenden Stelle oder Weiterfahrt nach (unzulässiger) Vorbeifahrt an einer solchen Stelle
- Befehl 3: Ausfahrt aus einem Bahnhof oder Bahnhofsteil ohne Hauptsignal
- Befehl 4: Befahren des Gegengleises
- Befehl 5: zurückkehrende Sperrfahrten oder Schiebelokomotiven
- Befehl 6: Weiterfahrt auf dem oder auf das Gegengleis
- Befehl 7: Stelle, wo bei Fahren auf dem Gegengleis zu halten ist
- Befehl 8: Sichern von Bahnübergängen
- Befehl 9: LZB abschnittsweise abschalten
- Befehl 10: Signalgeführt weiterfahren oder angegebene ETCS-Level oder -Betriebsart wählen
- Befehl 11: Bis zur Langsamfahrstelle höchstens Fahrplangeschwindigkeit fahren
- Befehl 12: Fahrt mit geringerer Geschwindigkeit oder auf Sicht. Zusätzlich können detailliertere Aufträge in den Befehlen 12.1 bis 12.7 ergänzt werden.
- Befehl 13: Entbindung vom Fahren auf Sicht
- Befehl 14: Freitextfeld für anderweitige Aufträge oder Gründe von Befehl 12, die nicht auf der Rückseite aufgeführt sind.

Auf der Rückseite befinden sich zusätzlich die Befehle 14.1 bis 14.9 mit häufig vorkommenden Anordnungen sowie Befehl 14.35 zum Zurückziehen eines Befehls.
Der Vordruck FV-NE Anlage 10 enthält zusätzlich die Befehle 21 bis 24 mit Anweisungen für den Zugleitbetrieb:
- Befehl 21: Halt vor Trapeztafel
- Befehl 22: Zugkreuzung/Überholung
- Befehl 22.1: Einfahrt als erster oder zweiter Zug
- Befehl 23.1/23.2: Ankunftsmeldung/Fahranfrage/Verlassensmeldung durchführen
- Befehl 23.3: keine Ankunftsmeldung/Fahranfrage/Verlassensmeldung abgeben
- Befehl 24: vorsichtige Einfahrt
- Befehl 25: zusätzliches Freitextfeld

Auf der Rückseite aller Befehlsvordrucke – beim FV-NE-Befehl auf den Umschlagseiten 2 und 4 des Blocks – befindet sich eine Tabelle mit verschiedenen nummerierten Gründen inklusive deren zulässigen Höchstgeschwindigkeiten, die Ursache einer Geschwindigkeitsbeschränkung sein können.
Daneben existieren die Befehlsvordrucke 436.0001V04 (ZLB) und 437.0001V01 (SZB) im Zugleitbetrieb mit den Befehlen a) bis f) sowie der Vordruck FV-NE Anlage 11 ausgewählten Befehlen der Anlage 10.

#### Europäischer Befehlsvordruck (ab Dezember 2025)
Zusammen mit der Neuherausgabe der Fahrdienstvorschrift Ril 408 wird zum Fahrplanwechsel im Dezember 2025 ein neuer Befehlvordruck eingeführt, um die Vorgaben der TSI OPE umzusetzen. Die Vorderseite enthält die europäischen Befehle:
- Befehl 1: Vorbeifahrt an Signalen oder EOA
- Befehl 2: Weiterfahrt nach TR oder Vorbeifahrt [am Signal oder Stelle, an der nach Befehl zu halten gewesen wäre]
- Befehl 3: Verbleiben im Stillstand
- Befehl 4: Widerruf eines Befehls
- Befehl 5: Fahrt mit Geschwindigkeitsbeschränkung
- Befehl 6: Fahrt auf Sicht
- Befehl 7: Starten in Betriebsart SR
- Befehl 8: Bahnübergang sichern
- Befehl 9: Fahren mit eingeschränkter Stromversorgung (ehem. Fahrplanmitteilung Nr. 4; Der restliche Vordruck entfällt und wird formlos elektronisch erteilt.)

Die Nummern 10 bis 20 bleiben reserviert für künftige europäische Befehle.
Auf der Rückseite werden nationale Befehle sowie die Tabelle für Gründe von Befehl 5 und 6 abgebildet:
- Befehl 21: Einfahrt/Weiterfahrt vom bzw. auf dem Gegengleis
- Befehl 22: Ausfahrt aus einem Bahnhof oder Bahnhofsteil ohne Hauptsignal
- Befehl 23: Befahren des auf dem Gegengleis
- Befehl 24: zurückkehrende Sperrfahrten; Schiebe-Triebfahrzeuge
- Befehl 25: Weiterfahren; Ein- und Ausfahren vom Gegengleis
- Befehl 26: Halten auf dem Gegengleis vor Signal Ne 1 oder vor Höhe Blocksignal/Einfahrsignal
- Befehl 27: LZB abschalten
- Befehl 28: Wechsel ETCS-Level/-Betriebsart
- Befehl 29: Weiterfahrt signalgeführt
- Befehl 30: Entlassen aus der LZB
- Befehl 31: Rangieren über Signal Ra 10 oder die Einfahrweiche
- Befehl 32: Halten vor im Befehl genannter Stelle
- Befehl 33: Halt vor Fahrt zeigender anzeigegeführter Blockstelle
- Befehl 34: VMZ einstellen
- Befehl 95: zusätzliche Anweisungen; Freitextfeld

Die Vordrucke nach Ril 436, Ril 437 und FV-NE bleiben unverändert für ihren Anwendungsbereich gültig.

## Österreich (ÖBB)
In Österreich werden am Netz der Österreichischen Bundesbahnen der Allgemeine Befehl (A-Befehl) und der Vorsichtsbefehl (V-Befehl) unterschieden. Als V-Befehl gilt jeder Befehl im Zusammenhang mit Fahren auf Sicht und gestörten Eisenbahnkreuzungen (EK), alle anderen Befehle gelten als A-Befehl. Der Besondere Befehl (B-Befehl) regelte früher das Befahren des falschen Gleises auf zweigleisigen Strecken mit Richtungsbetrieb, wurde aber mit der österreichweiten Ausrüstung der Strecken mit Gleiswechselbetrieb aus den Vorschriften gestrichen. Darüber hinaus gibt es noch den ETCS-Befehl, der der in der TSI „Verkehrsbetrieb und Verkehrssteuerung“ vorgegebenen Form entspricht und ausschließlich auf Strecken, welche mit dem Zugbeeinflussungssystem ETCS ausgerüstet sind, angewendet wird.
Die Nummerierung der Befehle ist im Regelwerk 30.04.19 (Betriebliche Drucksorten) geregelt und variiert je nach Betriebsform der Strecke.
Sammelbefehl – Drucksorte V3-216-2
- 1. Untaugliche Signale
- 2. Fahren auf Sicht
- 3. Langsamfahren (inkl. Gültigkeit)
- 4. LA ID in/außer Kraft
- 5. Gestörte EK
- 6. Schwungfahren
- 7. Personen im Gleisbereich
- 8. Befehl ohne Vordruck

Sammelbefehl für vereinfachten Fernbedienbereich – Drucksorte V3-16
- 1. Untaugliche Signale
- 2. Fahren auf Sicht
- 3. Gestörte Weiche
- 4. Gestörte EK

Sammelbefehl für Zugleitbereich – Drucksorte V3-116
- 1. Untaugliche Signale
- 2. Rückfallweiche
- 3. Fahren auf Sicht
- 4. Langsamfahren
- 5. La ID in/außer Kraft
- 6. Gestörte EK
- 7. Befehl ohne Vordruck

ETCS-Befehl – Drucksorte V3-216-1
- 01. Erlaubnis zur Vorbeifahrt am Ende der Fahrterlaubnis (EoA)
- 02. Erlaubnis zur Weiterfahrt nach einem Trip
- 03. Auftrag zum Verbleib im Stillstand
- 04. Widerruf des schriftlichen ETCS-Befehls 03
- 07. Erlaubnis zum Start in Staff Responsible

Ab der Fahrplanperiode 2025 sollen Befehle per Datenschnittstelle elektronisch übermittelt werden („elektronischer Befehl“).

## Polnische Staatsbahnen (PKP)
Die polnische Instruktion der PKP über die Durchführung des Zugbetriebs, „Instrukcja o prowadzeniu ruchu pociągów“ Ir-1 (R-1), die polnische Fahrdienstvorschrift, verwendet in ihrer Ausgabe vom 17. Juli 2007 vier schriftliche Befehle:
- Befehl „O“ (Fahrt mit verringerter Geschwindigkeit oder auf Sicht)
- Befehl „S“ (Fahrt über Halt zeigende oder ungültige Signale)
- Befehl „N“ (Fahrt auf dem linken Gleis)
- Befehl „Nrob“ (eingleisiger Behelfsbetrieb)

## Schweiz (SBB)
In der ganzen Schweiz wird dasselbe Sammelformular verwendet. Es gibt 9 mögliche Befehle, die den europäischen Befehlen entsprechen. Es dürfen mehrere Befehle pro Seite verwendet werden. Folgende Befehle sind vorhanden:
- Befehl 1: Vorbeifahrt am Ende der CAB-Fahrerlaubnis oder an Halt zeigenden Signalen
  - Wird dieser Befehl erteilt, so ist analog dem Verhalten mit Hilfssignal vorzugehen. Ebenso wird dieser Befehl verwendet, wenn das Signal „Nothalt auf Arbeitsstellen“ nicht ausgeschaltet werden kann
- Befehl 2: Zustimmung zur Weiterfahrt nach TRIP
- Befehl 3: Anordnung im Stillstand bleiben / Ende der Fahrerlaubnis
- Befehl 4: Aufhebung eines protokollpflichtigen Befehls
- Befehl 5: Verminderung der Geschwindigkeit
  - Grundsätzlich müssen Langsamfahrstellen mindestens 24 Stunden im Voraus angekündigt werden. Geschieht dies nicht, muss dieser Befehl abgegeben werden.
- Befehl 6: Vorbeifahrt am Halt zeigenden Signal / Fahren mit Fahrt auf Sicht
- Befehl 7: Zustimmung zur Fahrt in SR nach Zugvorbereitung
- Befehl 8: Befahren einer gestörten Bahnübergangsanlage
- Befehl 9: Fahrt mit eingeschränkter Stromversorgung

## Europäischer Befehl

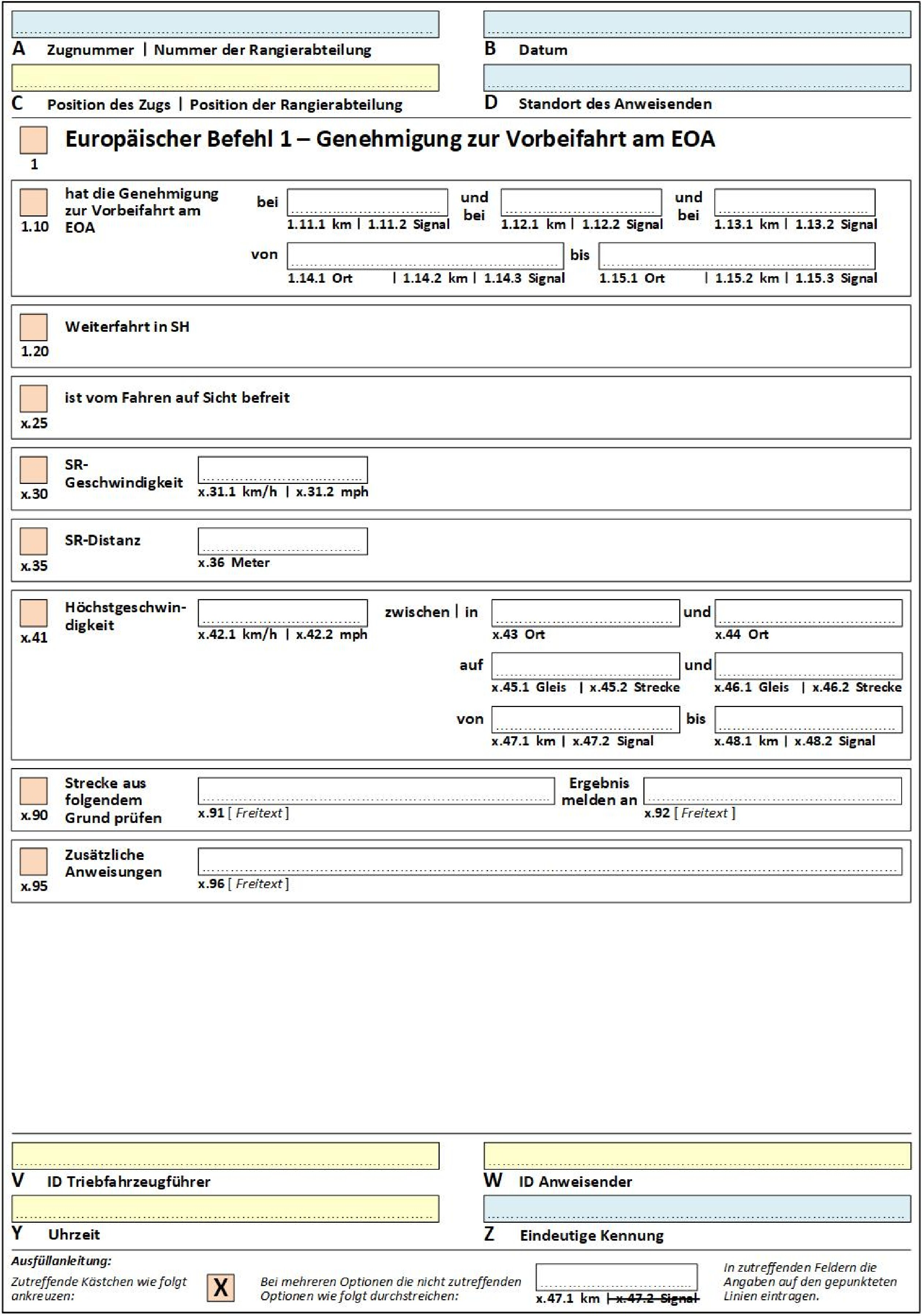
Europäischer Befehl 1 – Genehmigung zur Vorbeifahrt am EOA aus der TSI OPE

Die TSI Verkehrsbetrieb und Verkehrssteuerung (TSI OPE) definiert europaweit einheitliche Befehlsvordrucke für den Einsatz unter ETCS. Sie enthält Vordrucke für folgende Situationen:
1. Genehmigung zur Vorbeifahrt am EOA
2. Genehmigung zum Weiterfahren nach Trip
3. Verpflichtung zum Verbleiben im Stillstand
4. Widerruf eines Befehls
5. Verpflichtung zum Fahren mit Geschwindigkeitsbeschränkung
6. Verpflichtung zum Fahren auf Sicht
7. Genehmigung zum Starten nach Vorbereiten einer Fahrt
8. Genehmigung zum Befahren eines oder mehrerer defekter Bahnübergänge
9. Verpflichtung zum Fahren mit eingeschränkter Fahrstromversorgung